# Profeta Jeremies (Donatello)

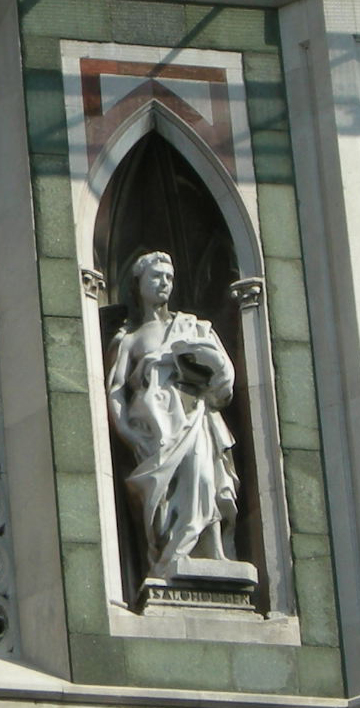
Copia del Jeremies

El Profeta Jeremies és una escultura provinent d'una fornícula del campanar de la catedral Santa Maria del Fiore de Florència i realitzada per Donatello entre 1427 i 1435. És de marbre blanc i fa 191 x 45 x 45 cm, es troba al Museu dell'Opera del Duomo (Florència).

## Història
L'estàtua va ser l'última de ser esculpida de les destinades al costat nord del campanar, el menys visible perquè és el més pròxim al mur de la catedral. Davant el resultat del treball, els comitents de la catedral van decidir de col·locar-la al costat oest, el més important i visible, ja que és el paral·lel a la façana, costat on també es troben les elaborades per Andrea Pisano i el seu taller, així com el Profeta Habacuc també de Donatello.
Vasari en Le Vite indica com a model de l'obra Francesco Soderini, un amic de Donatello. L'escultura va ser transferida al museu l'any 1937 i substituïda al campanar per una còpia. L'any 2009 va començar una restauració de neteja de l'estàtua.

## Descripció
El profeta està representat com un home de mitjana edat, amb una cabellera arrissada que forma una massa compacta i amb una curta barba, l'espatlla dreta es troba descoberta. Respecte a les anteriors obres de Donatello, del costat est del campanar, es nota una significativa intensificació expressiva.
L'obra té una certa elaboració psicològica amb una extraordinària expressivitat del rostre. El cap està inclinat per destacar els secs amargs de la boca, els llavis, les celles i la cara amb els músculs del coll en tensió. En les característiques es troba una manca de bona harmonia, però l'efecte general és de grandesa i dignitat per la calma que exposa i el clarobscur que formen els plecs de les vestidures; mostra un cert moviment a la part inferior per l'avançament de la cama esquerra.